# Surrender of Silence
Surrender of Silence è il ventisettesimo album in studio del cantante e chitarrista inglese Steve Hackett. L'album è stato pubblicato il 10 settembre 2021 ed è stato registrato durante i mesi di lockdown.

## Tracce
1. The Obliterati – 2:17
2. Natalia – 6:17
3. Relaxation Music for Sharks (feat. Feeding Frenzy) – 4:36
4. Wingbeats – 5:20
5. The Devil's Cathedral – 6:31
6. Held in the Shadows – 6:20
7. Shanghai to Samarkand – 8:27
8. Fox’s Tango – 4:21
9. Day of the Dead – 6:25
10. Scorched Earth – 6:03
11. Esperanza – 1:04